# Cimetière de Golzheim
Le cimetière de Golzheim est un ancien cimetière de Düsseldorf. La partie nord du cimetière (au nord de la Klever Straße (de)) se trouve dans le quartier de Golzheim, la partie sud dans le quartier de Pempelfort. Le cimetière est maintenant utilisé comme parc public; les pierres tombales survivantes sont sous la protection des monuments.

## Histoire

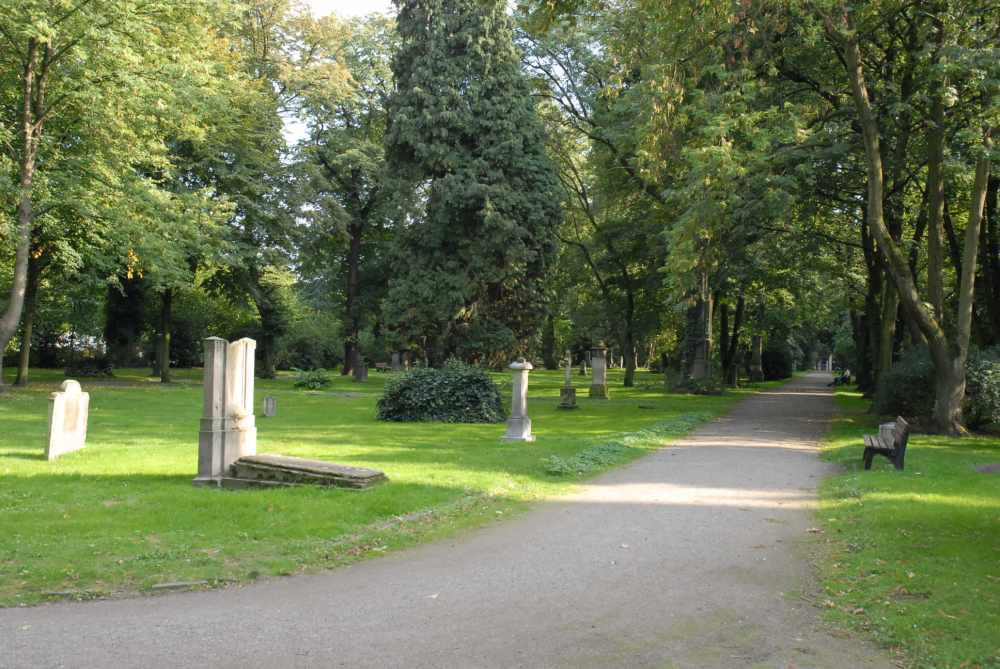
Vue de la partie sud du cimetière de Golzheim

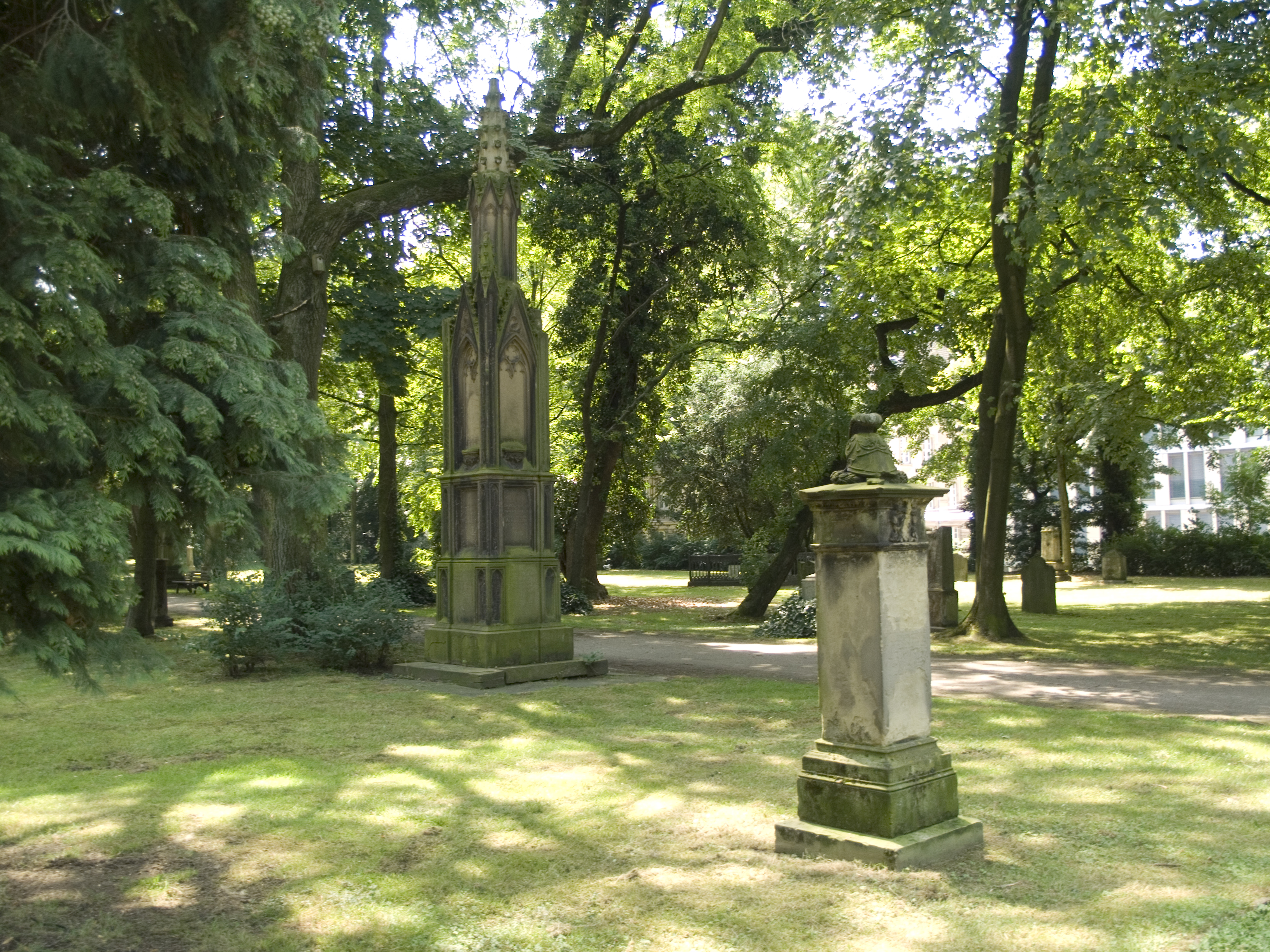
Vue avec "Monument jésuite" néo-gothique, 1843, Dietrich Meinardus d'après un dessin de Johannes Kühlwetter

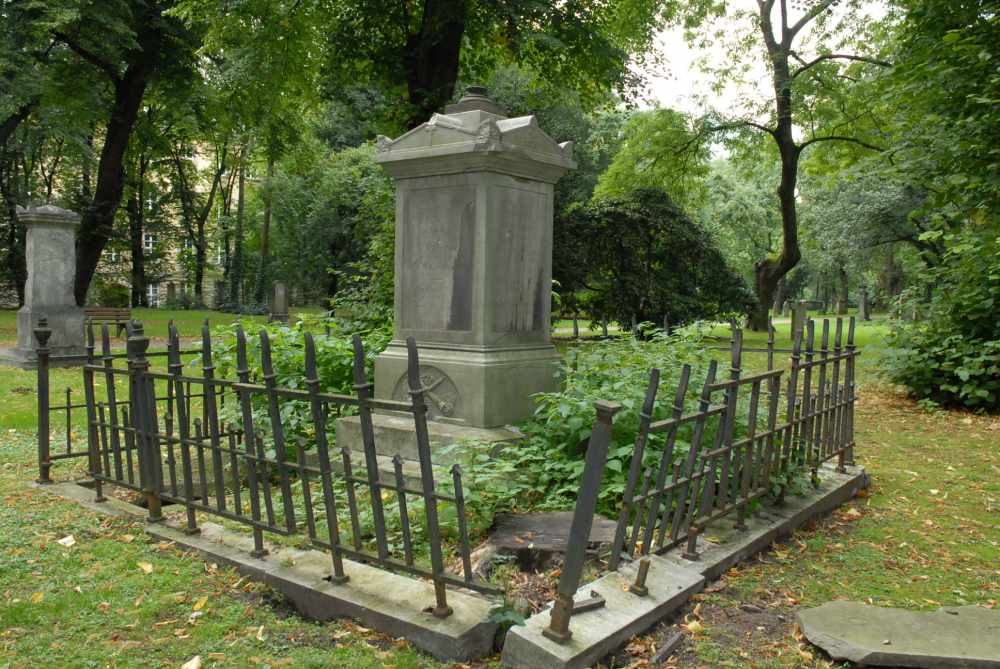
Ancienne tombe avec garde-corps en fer

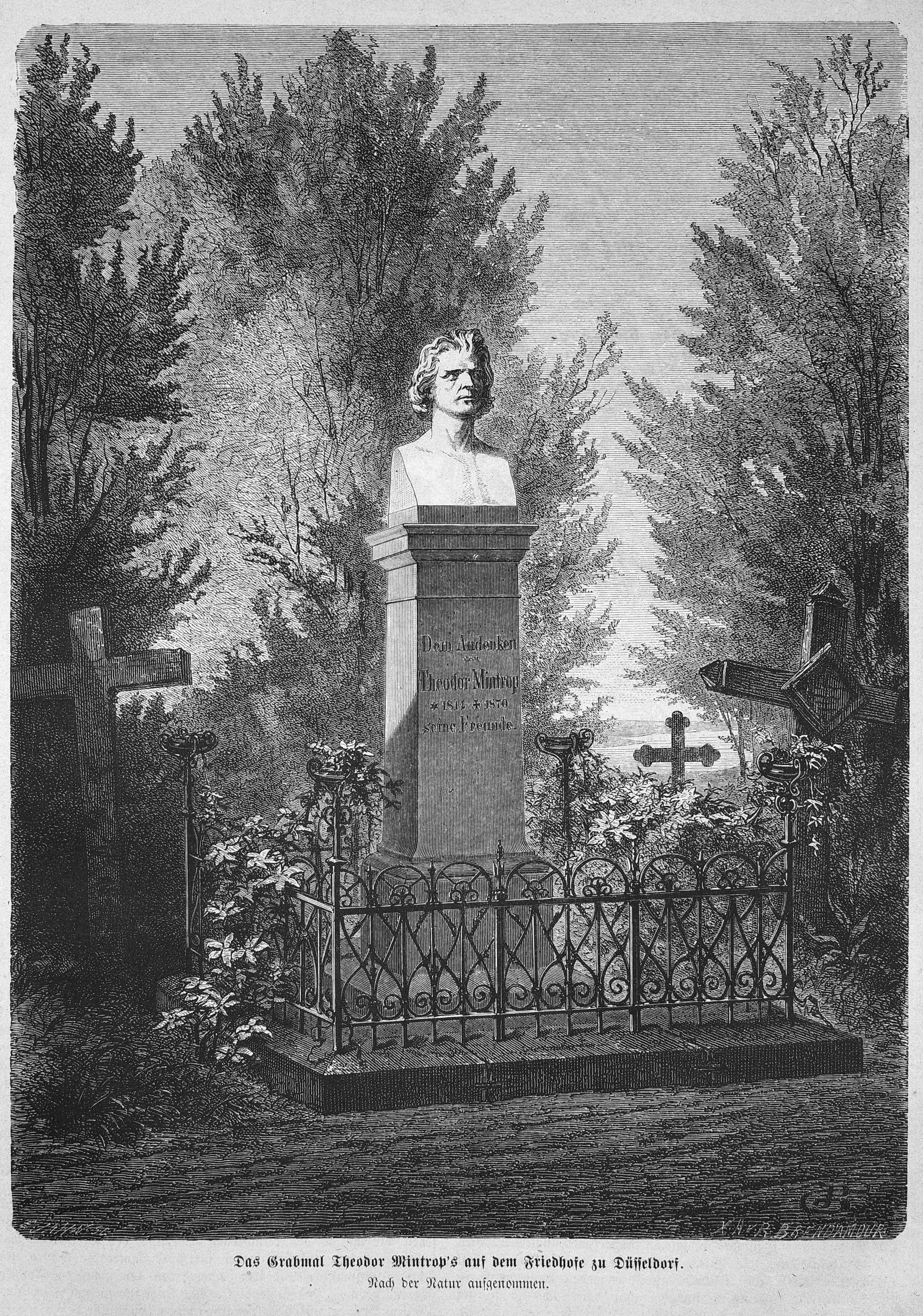
Tombe du peintre Theodor Mintrop, représentation dans Die Gartenlaube, 1872, aujourd'hui au cimetière nord de Düsseldorf (champ 72)

Le cimetière de Golzheim est le premier cimetière de la ville de Düsseldorf. Avant sa construction, les inhumations ont lieu dans le cimetière de la collégiale Saint-Lambert (de) de la vieille ville. Lorsque ce cimetière est construit dans la seconde moitié du XVIIIe siècle, il doit être abandonné en raison de la surpopulation et des problèmes d'hygiène associés, la communauté catholique ont d'abord construit un cimetière de remplacement devant la porte Flinger. Cependant, comme cela s'avère vite être un obstacle à l'urbanisme et que les deux communautés protestantes de la ville ont également besoin d'un cimetière, l'électeur palatinat-bavarois Maximilien-Joseph, alors souverain du duché de Berg, mandate son maître d'œuvre de la cour de Düsseldorf, Kaspar Huschberger (de), le 27 janvier 1804 pour chercher un nouveau site de cimetière. Le choix d'un cimetière ouvert aux deux confessions bien en dehors des limites de la ville de l'époque se porte sur un terrain approximativement rectangulaire à environ deux kilomètres au nord des limites de la ville, à proximité du village de Golzheim et à proximité immédiate des rives du Rhin et de l'île de Golzheim (de). Étant donné que la rivière a formé ici un banc de sable d'environ 2 m de haut, il y a une protection contre les inondations, la distance nécessaire au niveau des eaux souterraines et les conditions du sol pour les enterrements.
Le cimetière est divisé en deux sections selon la dénomination du défunt; les catholiques reçoivent la plus grande partie sud du cimetière en fonction de leur proportion plus élevée de la population. L'ouverture du nouveau cimetière a lieu en 1805 ; le 22 La première inhumation y a lieu en mai de la même année. Dans les toutes premières années de son existence, le cimetière est mal équipé ; il n'y a donc pas de plantation d'arbres, pas d'enclos ou de porte d'entrée. Les plans de construction d'un mur de cimetière pour le cimetière de Golzheim existent déjà au début du XIXe siècle, mais ne sont pas réalisés pendant une longue période, notamment en raison de la pénurie financière causée par la guerre.

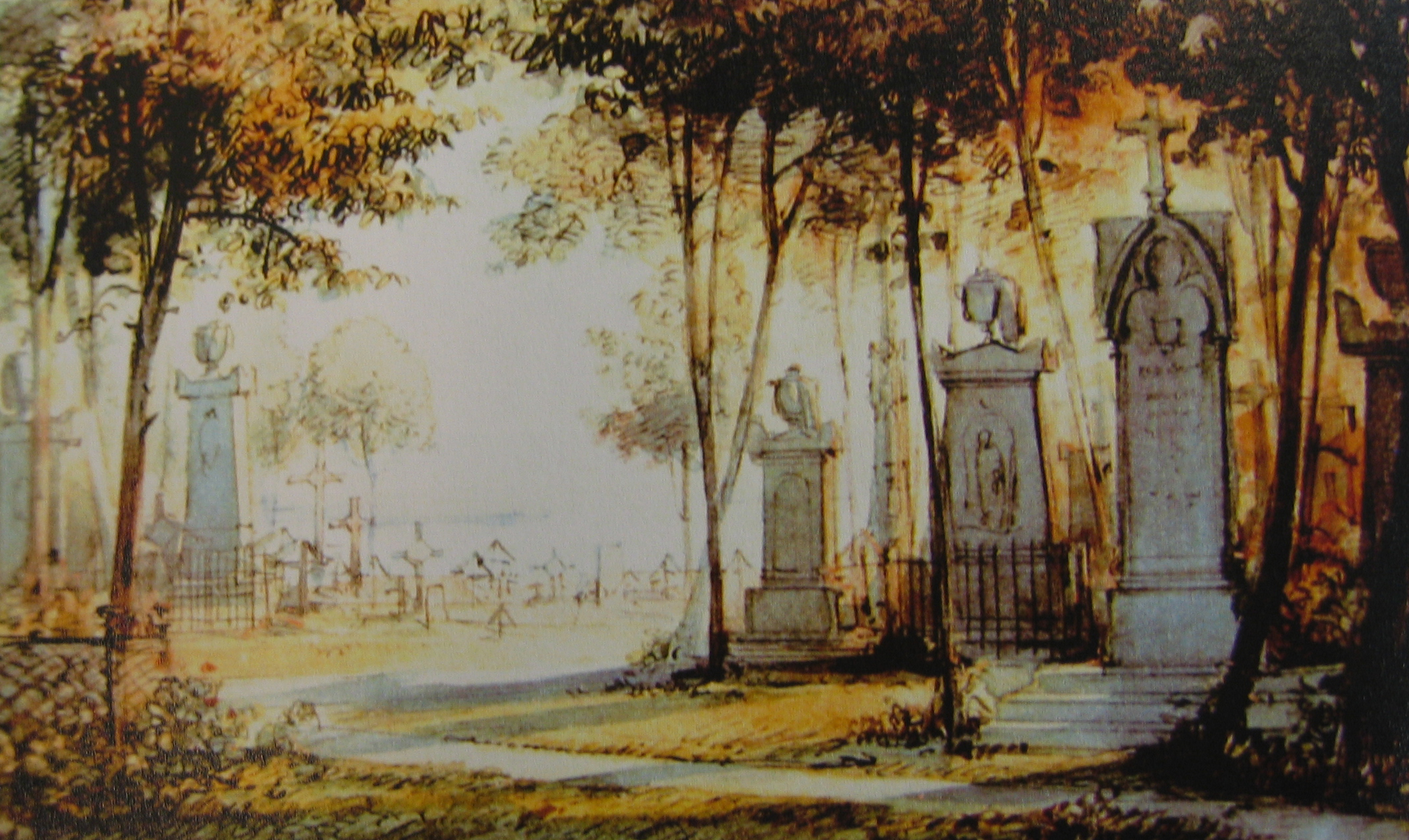
Un tableau du cimetière de Golzheim vers 1830 par Caspar Scheuren

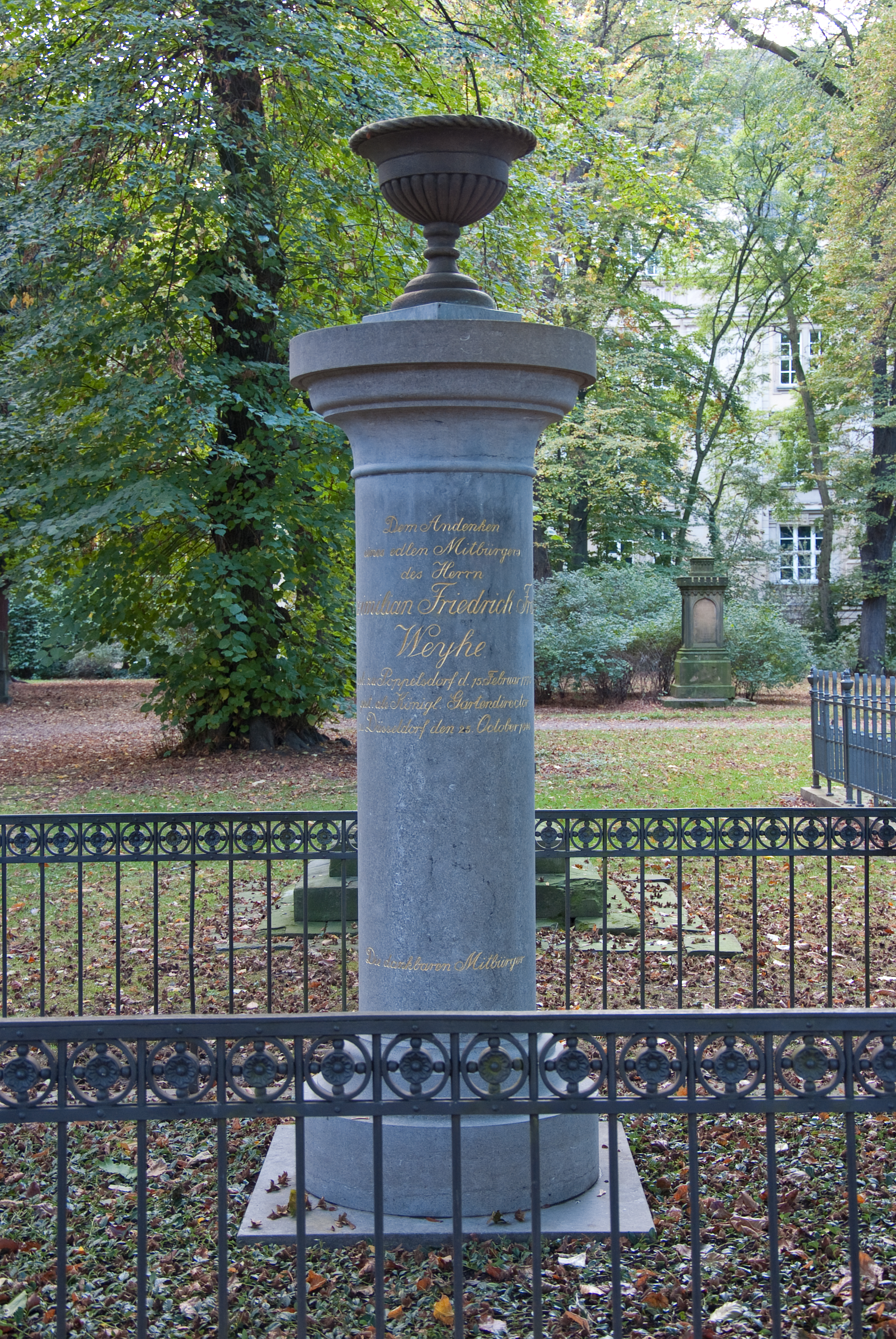
Tombe de Maximilian Weyhe, restaurée en 2008

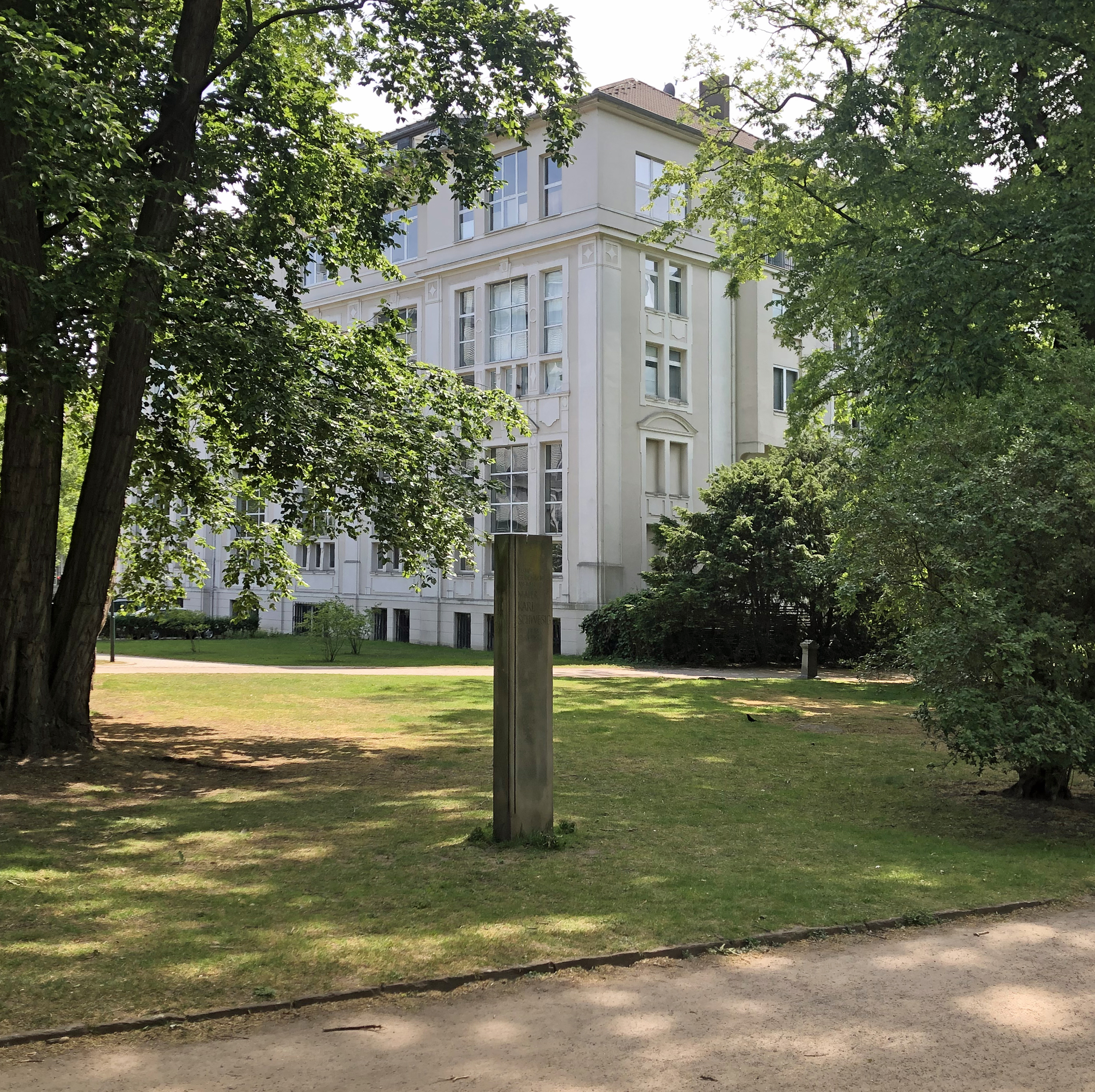
Pierre commémorative Schwesig derrière la maison de l'atelier d'artiste (2020)

Les mesures de construction prévues ne sont abordées qu'en 1816, après que Düsseldorf, en tant que capitale de l'ancien grand-duché de Berg, soit venue en Prusse et soit devenue le siège d'un président de district. Cette année-là, le cimetière, devient entre-temps trop petit, est agrandi à environ trois fois sa superficie d'origine en achetant des terres arables environnantes. Dans le même temps, le gouvernement prussien confie au jardinier de la cour Maximilian Friedrich Weyhe, dont le nom est également connu en relation avec la conception du cimetière Melaten de Cologne, le jardinage du cimetière de Golzheim. Le concept mis en œuvre par Weyhe (qui plus tard y trouve également sa dernière demeure) prévoit la construction d'une route d'accès de la ville à l'entrée principale du cimetière, ainsi qu'un réseau de chemins à l'intérieur du cimetière qui le divise en huit champs rectangulaires, clôture du site par une haie d'aubépines et plantation des allées du cimetière avec des tilleuls. De plus, la zone menant aux rives du Rhin est plantée d'arbustes à la manière d'un parc paysager à l'anglaise. Avec l'emplacement proche du rivage, tout cela fait du cimetière une zone très pittoresque à l'époque, qui est utilisée par les Düsseldorfois pour des excursions et des promenades et est également un motif populaire pour les peintres paysagistes. Alors que la division du chemin Weyhesche et la plantation sont partiellement préservées, rien ne rappelle aujourd'hui l'emplacement pittoresque d'origine idyllique, car la zone adjacente et le chemin menant aux rives du Rhin sont construits depuis longtemps.
En 1825, un nouveau règlement d'inhumation pour la ville de Düsseldorf est entré en vigueur, qui, en plus des règlements généraux concernant la conduite des enterrements, contient également des règlements spéciaux pour le cimetière de Golzheim. En plus des tailles fixes des tombes et des frais d'inhumation, ceux-ci comprennent également la possibilité d'acquérir et d'aménager des sépultures héréditaires au cimetière de Golzheim. Pour ceux-ci, la place aux haies de l'enceinte est déterminée. Aujourd'hui, cependant, très peu de tombes héréditaires sont conservées dans le cimetière de Golzheim. Les garde-corps en fer qui sont à l'origine répandus et servent à enfermer les sépultures familiales individuelles ont également disparu, à quelques exceptions près, puisqu'ils sont démantelés pendant les deux guerres mondiales et fondus comme matériel de guerre. Le règlement d'inhumation de 1825 reste en vigueur jusqu'à la fermeture du cimetière.
Au cours du XIXe siècle, le cimetière de Golzheim est agrandi à plusieurs reprises, ce qui devient nécessaire en raison de la croissance démographique rapide à cette époque. Dès 1816, alors que la population de Düsseldorf est passée d'environ 16 000 habitants l'année de la fondation du cimetière à environ 22 000 habitants, le premier agrandissement du cimetière mentionné ci-dessus a lieu, qui est réalisé par Maximilian Weyhe avec la conception horticole. En 1838 – la population de Düsseldorf atteint entre-temps 30 000 habitants – la deuxième expansion a lieu, et en 1869, avec environ 65 000 habitants, la troisième. Enfin, en 1875, alors que le nombre d'habitants de Düsseldorf est déjà passé à 80 000, poussé également par l'essor du Gründerzeit, le cimetière doit être agrandi une dernière fois et atteint sa superficie maximale de 14,5 hectares ; un nouvel agrandissement n'est pas possible en raison des bâtiments voisins et de la limitation naturelle de la zone par le Rhin. Les zones d'expansion, dont certaines vont alors jusqu'aux rives du Rhin, sont aujourd'hui en grande partie recouvertes.
Le dernier grand chantier du cimetière de Golzheim est la construction d'une morgue en 1875. Le cimetière reçoit un tel bâtiment pour la première fois en 1829, lorsqu'une ancienne grange sur un terrain adjacent est aménagée à cet effet. En raison du fait que ce bâtiment, qui n'est en fait pas destiné à être utilisé comme morgue, présente quelques défauts, ainsi que la croissance démographique et le nombre croissant d'inhumations qui en résultait, une nouvelle morgue doit être construite, ce qui a finalement lieu en 1875. selon la conception de l'architecte de la ville Eberhard Westhofen (de). Le bâtiment allongé en brique, qui sert également de chapelle de cimetière après son achèvement, n'existe plus, ayant été détruit lors des bombardements de la Seconde Guerre mondiale.
Comme il n'est plus possible d'agrandir à nouveau le cimetière, mais que la population de Düsseldorf continue d'augmenter et compte déjà plus de 100 000 habitants au milieu des années 1880, la capacité d'accueil du cimetière s'épuise à la fin du XIXe siècle. Pour soulager le cimetière de Golzheim, la ville créé deux nouveaux lieux de sépulture : le cimetière de Stoffel (de), ouvert en 1879, et le cimetière du Nord, inauguré cinq ans plus tard, qui, après plusieurs agrandissements, est aujourd'hui la plus grande nécropole de la ville. Le cimetière de Golzheim maintenant presque entièrement occupé est fermé pour de nouveaux enterrements en 1884; dans les sépultures familiales existantes, il est possible d'enterrer jusqu'en 1897.

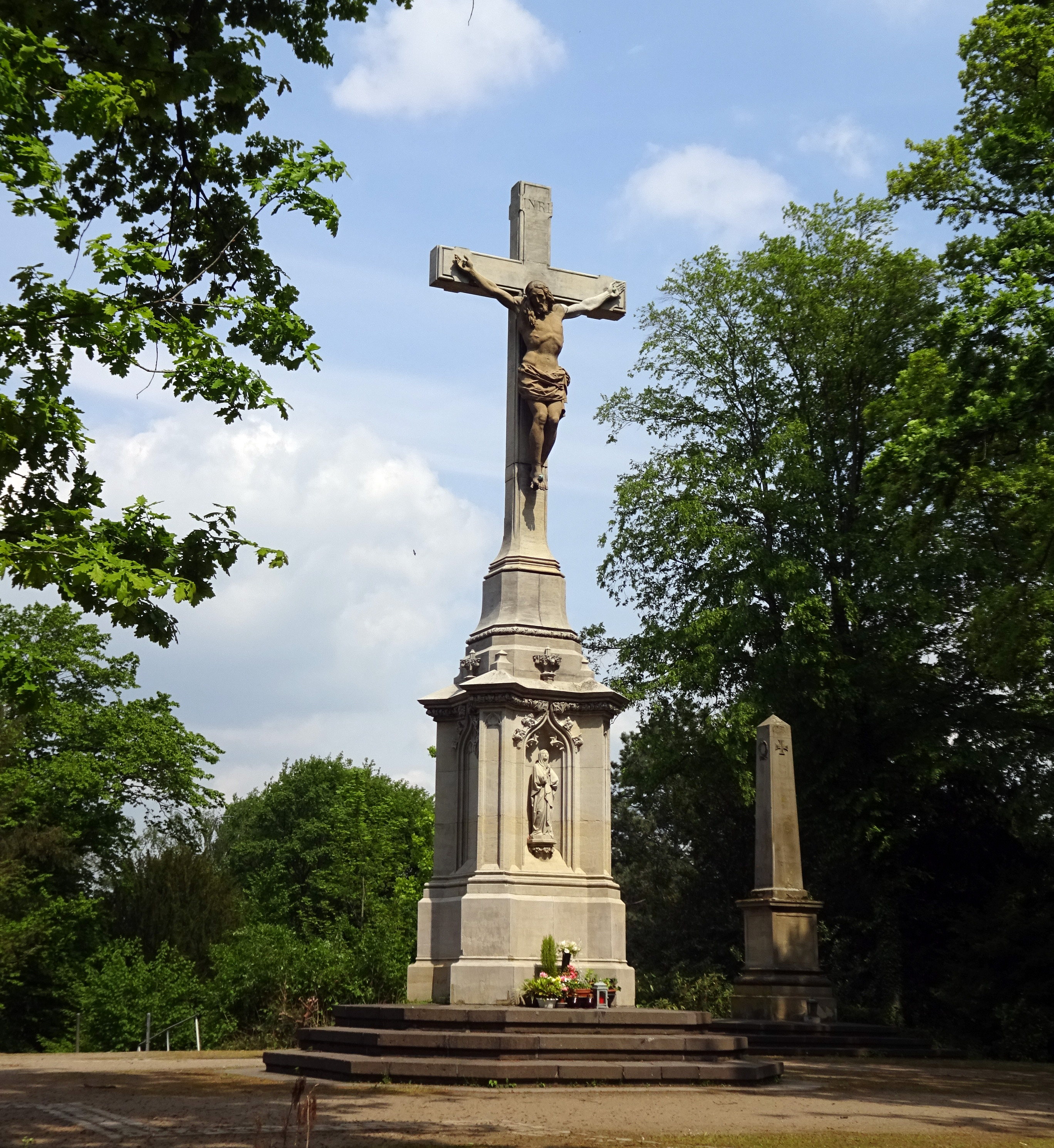
Hochkreuz, 1850/1851, transféré au cimetière nord en 1905

Quelques années seulement après la fermeture, le cimetière de Golzheim fait obstacle à une route de liaison nouvellement prévue, l'actuelle Klever Straße (de). Après des protestations citoyennes et de longs processus d'expropriation, l'État prussien rase finalement la partie du cimetière où la route devait passer. En conséquence, le cimetière est coupé en deux parties distinctes, entre lesquelles Klever Straße passe encore aujourd'hui. Les titulaires du droit d'usage des sépultures familiales situées dans la partie du cimetière qui doit être rasée se voient offrir une réinhumation des sépultures du cimetière nord, ce qui se fait en masse. Parmi les tombes réinhumées figurent également les tombes de personnalités bien connues, comme celles du compositeur Norbert Burgmüller ou du peintre Theodor Mintrop, qui sont depuis également inhumées au cimetière nord. Aussi la croix de 12 mètres de haut, située aujourd'hui sur la "colline du million" du cimetière nord, une œuvre conjointe de Johannes Kühlwetter (architecture), Dietrich Meinardus (exécution sculpturale de la croix), Johann Peter Götting (de) (Christ) et Julius Bayerle (de) (Madone) des années 1850/1851, se trouve à l'origine au milieu du cimetière de Golzheim, c'est-à-dire exactement là où passe aujourd'hui la Klever Straße, et est transféré de là au cimetière nord en 1905.
En raison de la construction autour du cimetière qui a lieu dans les dix années suivantes, y compris la construction du bâtiment du tribunal régional supérieur de Düsseldorf (de) et le développement de la section adjacente de la rive du Rhin (l'ancien banc de sable, où se trouve aujourd'hui le parc, est déjà entassé en 1902), l'attrait paysager originel du lieu de sépulture est finalement perdu. Le cimetière de Golzheim subit de nombreux dégâts pendant la Seconde Guerre mondiale, lorsque l'ancienne morgue et plusieurs tombes, dont certaines méritaient d'être préservées, sont détruites lors de bombardements. Les mesures de reconstruction, qui sont menées après la guerre par une association d'histoire locale, entre autres, comprennent également l'érection de simples pierres commémoratives sur les tombes d'importants habitants de Düsseldorf dont les pierres tombales d'origine ne sont plus conservées. Bien que le cimetière de Golzheim a été classé monument historique en 1982, il est toujours en mauvais état, car bon nombre des quelque 350 anciennes pierres tombales souffrent de la détérioration au fil du temps ainsi que du vandalisme et de la négligence des visiteurs et des promeneurs du cimetière.
Le site adjacent à Fischerstraße et utilisé comme parking est vendu à Victoria Insurance en 2008, qui construit un centre de données à l'extrémité sud-est du cimetière. Dans la perspective de la vente, des protestations publiques éclatent, ce qui a conduit à une modification du projet de construction et à la création d'une fondation pour le cimetière par la compagnie d'assurance. Un référendum contre la vente échoue ensuite. Le site de l'Université Robert-Schumann (de) est rattaché à la partie nord de l'ensemble.

## Tombes de personnalités importantes (sélection)
(N = partie nord, S = partie sud, NE = tombe non conservée)

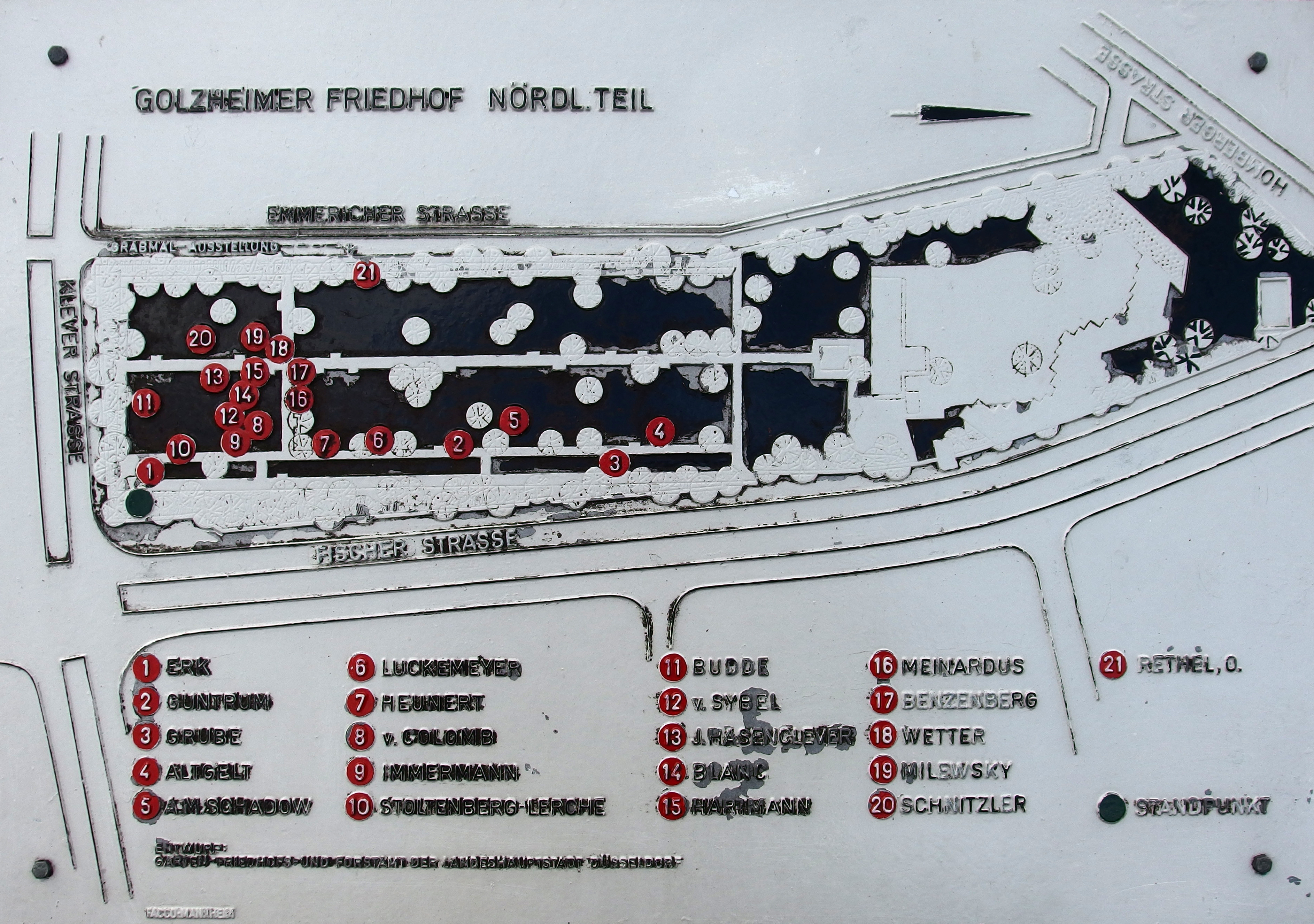
Cimetière de Golzheim Düsseldorf, partie nord, plan du site

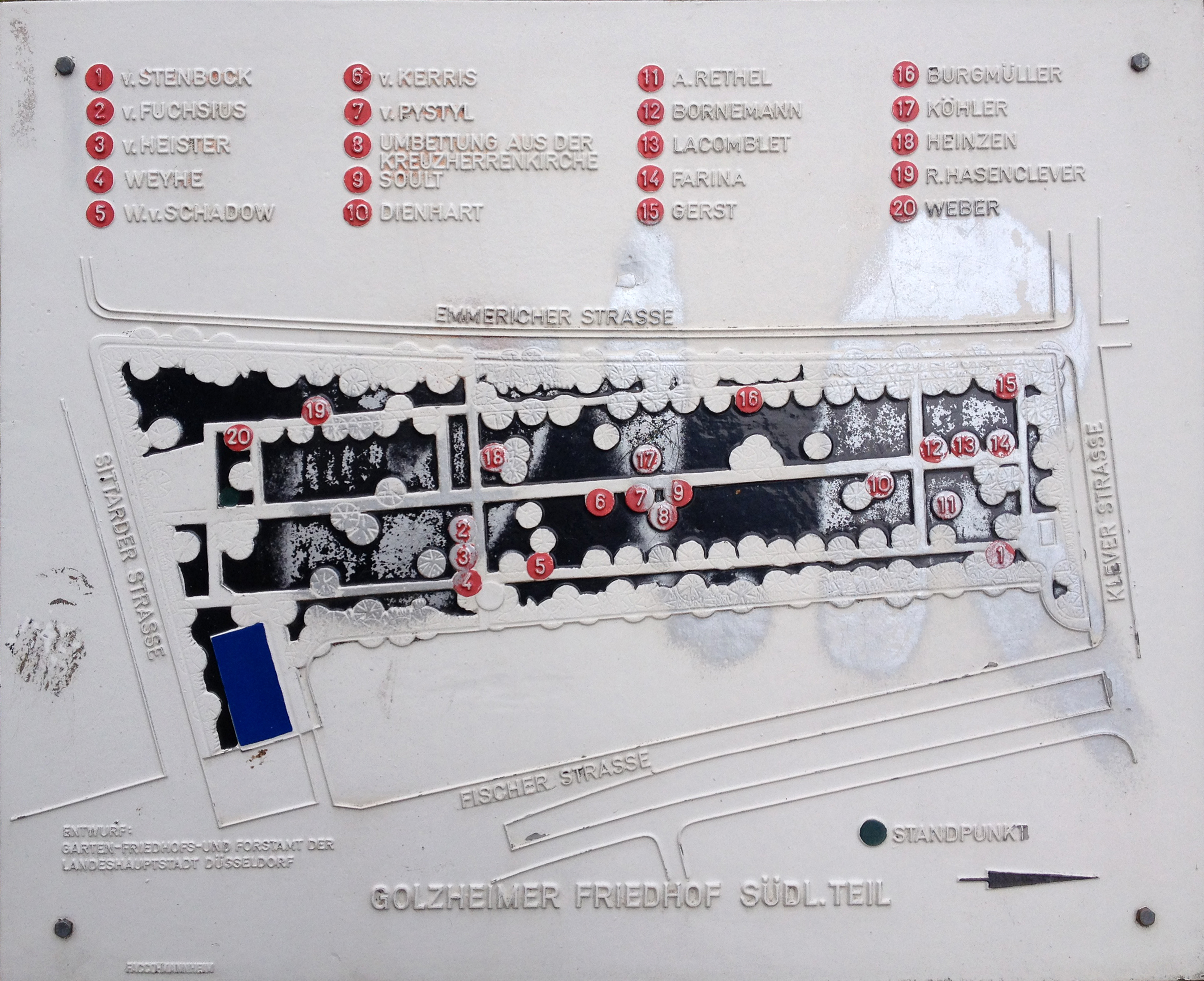
Cimetière de Golzheim Düsseldorf, partie sud, plan du site

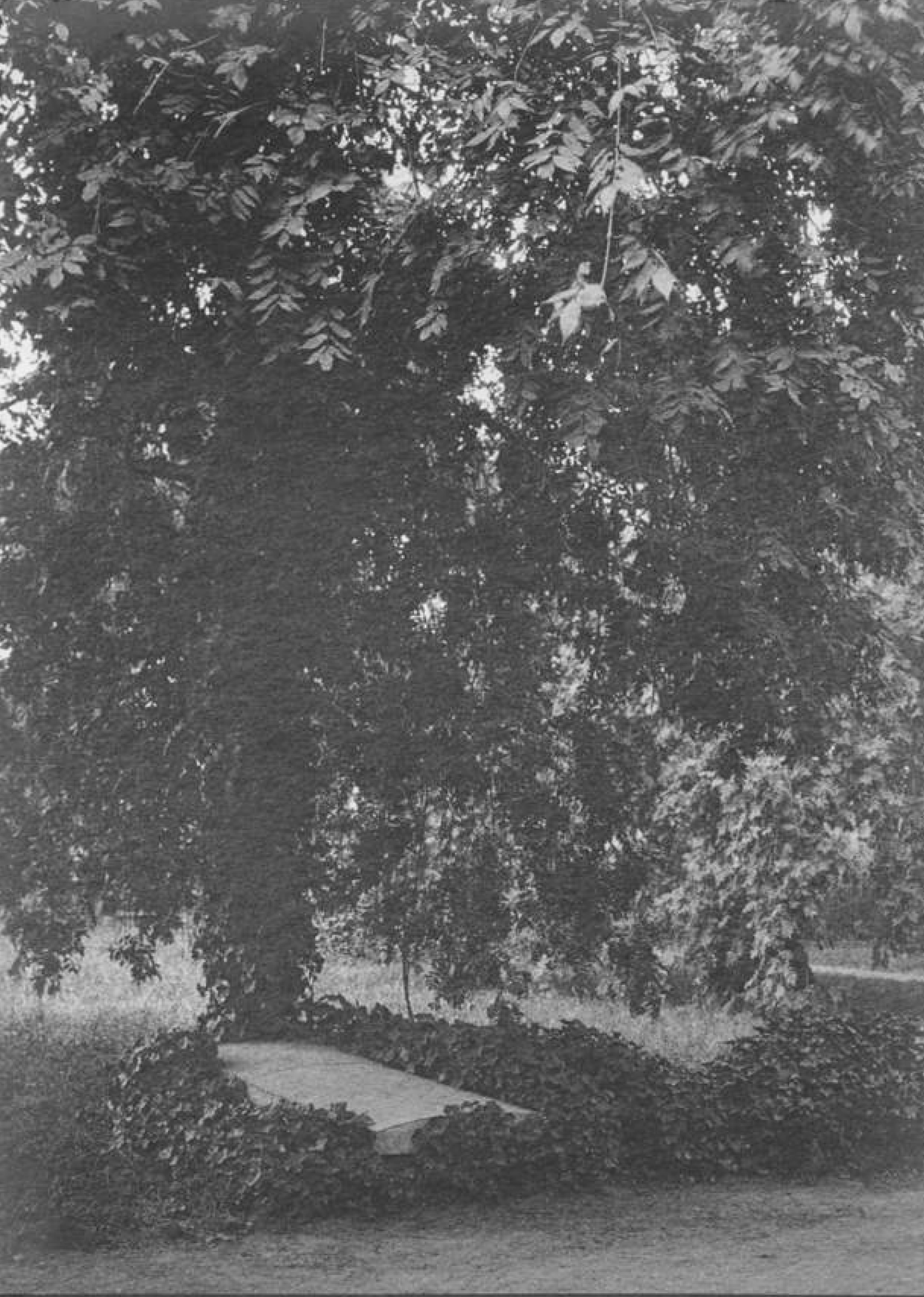
Tombe d'Alfred Rethel, photo d'Erwin Quedenfeldt (1911)

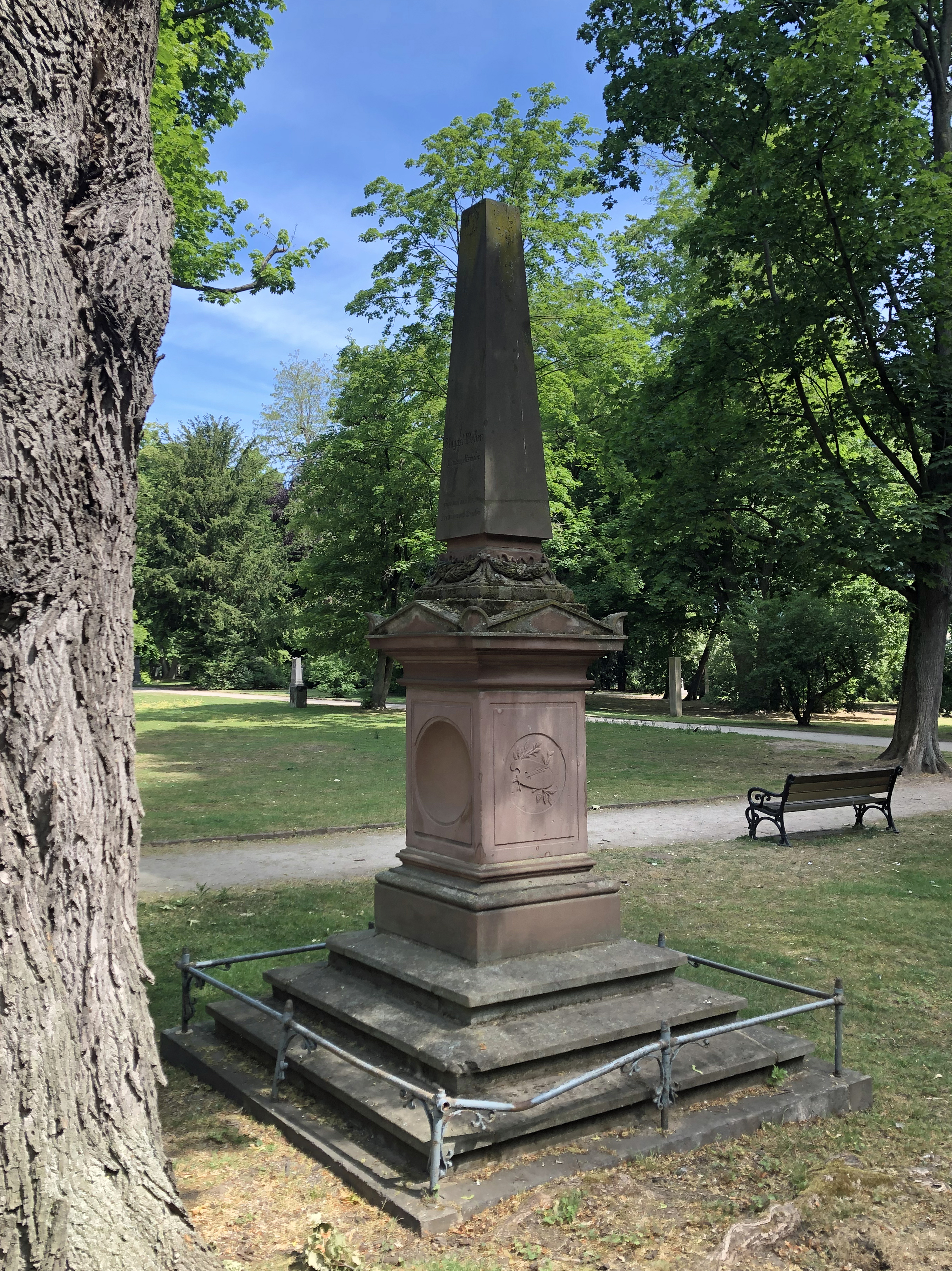
Tombeau du peintre August Weber (2020)

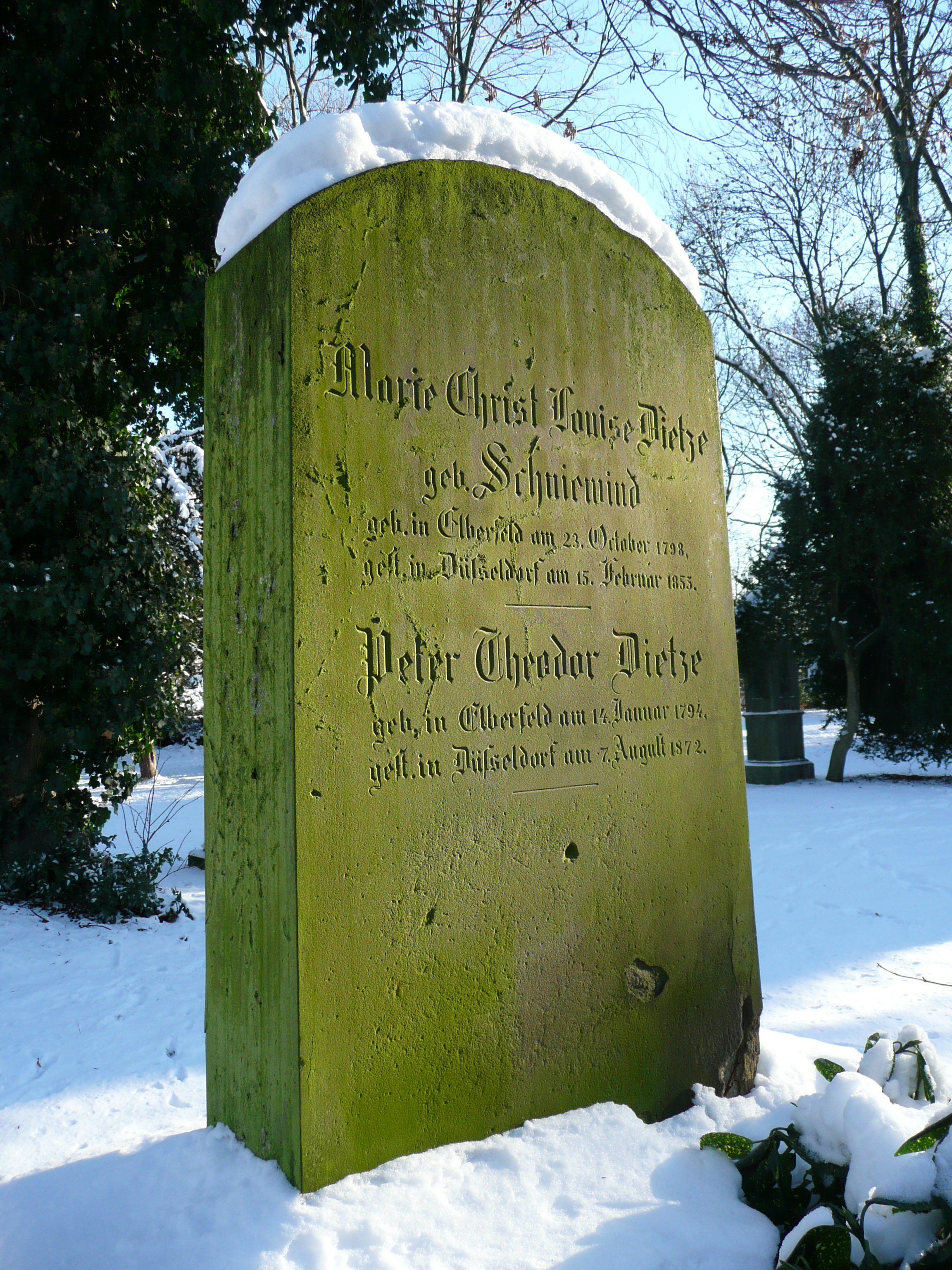
Tombeau des Dietze

- Hermann Altgelt (de) (1795–1871), conseil scolaire du gouvernement prussien (N)
- Leopold von Arnim (de) (1794–1856), lieutenant général (N)
- Julius Bayerle (de) (1826–1873), sculpteur (NE)
- Johann Friedrich Benzenberg (1777–1846), physicien (N)
- Gustav Bournye (1823–1858), administrateur de l'arrondissement de Prüm (N)
- Friedrich August Burgmüller (de) (1760–1824), directeur musical municipal
- Norbert Burgmüller (1810–1836), compositeur (NE)
- Theodor Franken (de) (1811–1876), peintre, avec sa femme Franziska Kux (1808–1891) (N)
- Friedrich Gerst (de) (1805–1867), aumônier de prison (S)
- Carl Guntrum (1803–1891), marchand de vin, collectionneur et mécène de la fondation du Stadtmuseum (S)
- Johann Peter Hasenclever (1810–1853), peintre (N)
- Richard Hasenclever (de) (1812–1876), médecin militaire (S)
- Friedrich Heunert (de) (1808–1876), peintre (N)
- Theodor Hildebrandt (1804–1874), peintre (NE)
- Vincent Stoltenberg Lerche (de) (1837–1892), peintre (N)
- Theodor Joseph Lacomblet (de) (1789–1866), historien et archiviste (S)
- Carl Leberecht Immermann (1796–1840), écrivain et dramaturge (N)
- Christian Köhler (1809–1861), peintre (S)
- Peter Koehler (1748–1837), maître d'œuvre (N)
- Dietrich Meinardus (de) (1804–1871), sculpteur (N)
- Alexander Meinardus (1843–1891), sculpteur (N)
- Heinrich Ludwig Philippi (1838–1874), peintre (S)
- Heinrich von Randow (1797–1853), officier (N)
- Alfred Rethel (1816-1859), peintre (S)
- Otto Rethel (1822–1892), peintre (N)
- Johannes Rübsahmen (1830–1873), juge et membre du parlement de l'État (S)
- Wilhelm von Schadow (1788–1862), peintre (S)
- Anton Schnitzler (1796–1873), architecte (N)
- Christian Sell (1831–1883), peintre (NE)
- Magnus Stenbock (de) (1804–1836), peintre de genre (S)
- August Weber (1817–1873), peintre (S)
- Maximilian Friedrich Weyhe (1775–1846), architecte de jardin (S)

## Pierre commémorative de Schwesig
Pierre commémorative pour le peintre Karl Schwesig, qui rappelle également les artistes persécutés de Düsseldorf Monjau, Levin et Ludwigs. Ce lieu de mémoire pour les victimes du national-socialisme est initié par le peintre et collectionneur d'art Carl Lauterbach. Le peintre Günther Cremers (1928-2004), président de l'Association des artistes de Düsseldorf (de), dessine la pierre et le maître tailleur de pierre du cimetière du Sud (de), Josef Müller, dit Jupp, le réalise. Un fragment architectural de la façade de la Galerie d'art (de) détruite pendant la Seconde Guerre mondiale est utilisé et érigé en juin 1982 sur la partie sud du cimetière de Golzheim, terrain 1.
- Une inscription:

À la mémoire du peintre Karl Schwesig (de) 19.6.1898 19.6.1955
Peintre Franz Monjau (de) 1903–1945 Camp de concentration de Buchenwald
Peintre Peter Ludwigs (de) 1888-1943 Emprisonnement à la Gestapo Düsseldorf (de)
Peintre Julo Levin (de) 1901-1943 Camp de concentration d'Auschwitz

## Poème
Le poète Karl Immermann, qui est enterré au cimetière de Golzheim, dépeint le lieu de sépulture avec le poème suivant :
Der Friedhof liegt

ruhig am wallenden Strom.

Die Wolke fliegt

leise über der Linden Dom.

Die Gräber sind

für alle Zeiten ein festes Haus.

Fluth, Wolken und Wind

flüstern vergebens

Ihr Todten heraus.